# Harappa
Harappa (ourdou : ہڑپہ, hindi : हड़प्पा) est un site archéologique situé dans la province du Pendjab, au Pakistan, à environ 20 km à l'ouest de Sahiwal. Le site doit son nom à la ville du même nom située à 5 km. Implantée à proximité de l'ancien cours de la rivière Ravi, station de chemin de fer sur la ligne héritée de la période du Raj britannique, la ville actuelle a une population de 15 000 habitants.
Le site archéologique est constitué des ruines d'une importante ville fortifiée de l'Âge du bronze, couvrant deux périodes successives : la civilisation de la vallée de l'Indus (2600 à 1900 av. J.-C.) et la culture du cimetière H (en) (1900 à 1300 av. J.-C.). La cité aurait compté à son apogée jusqu'à 40 000 habitants et aurait alors occupé une surface d'environ 150 ha, ce qui en aurait fait une des plus grandes villes de l'époque,.
Par convention archéologique qui consiste à donner à une civilisation inconnue le nom du premier site de fouilles où elle a été mise en évidence, la civilisation de la vallée de l'Indus est aussi appelée civilisation harappéenne.

## Contexte

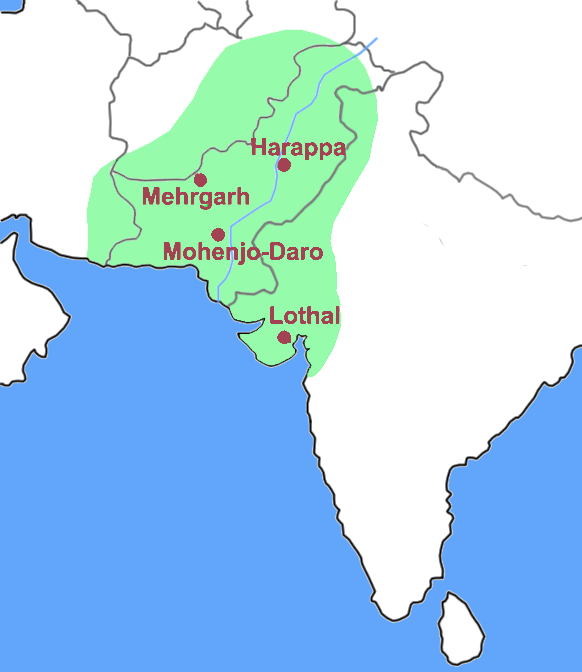
Civilisation de la vallée de l'Indus.

La civilisation de la vallée de l'Indus est connue par de nombreux sites archéologiques qui s'échelonnent le long de la vallée de l'Indus et sur la côte indo-pakistananise, jusqu'au Gujarat indien. Ses deux villes les plus importantes, Mohenjo-daro et Harappa, ont émergé vers 2600 av. J.-C., le long de la vallée de l'Indus, au Pendjab et au Sind. Cette civilisation disposait d'un système d'écriture, quoique fragmentaire et non déchiffré à ce jour, de centres urbains, d'une organisation sociale et d'un système économique. Elle a été reconnue à partir de 1920 grâce aux fouilles de Mohenjo-daro et de Harappa. D'autres sites ont été découverts et étudiés dans une vaste zone partant des contreforts de l'Himalaya, à l'est du Pendjab et au nord de l'Inde, jusqu'au Gujarat au sud, et au Baloutchistan à l'ouest.

## Historique

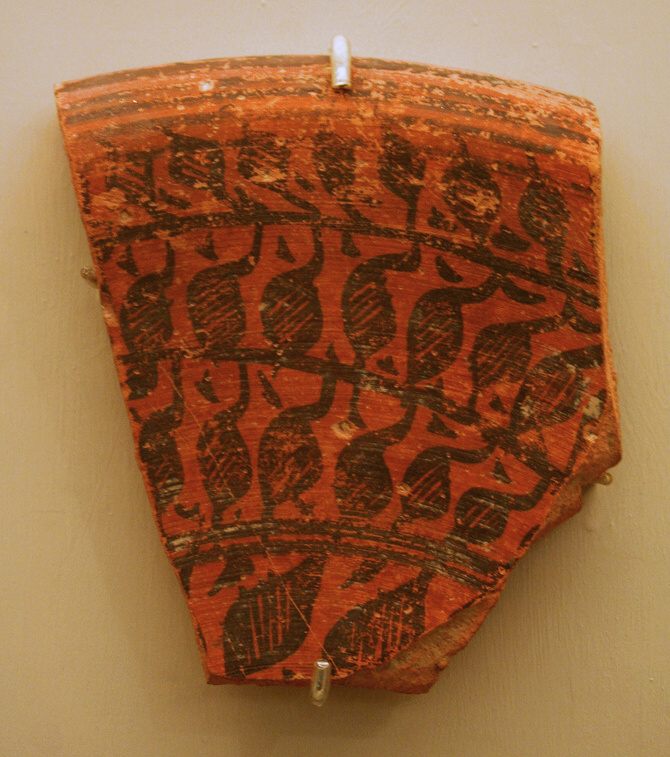
Poterie rouge de Harappa.

Le site archéologique de Harappa a été endommagé en 1857, sous la domination britannique, car les briques de ses ruines étaient utilisées comme ballast lors de la construction de la ligne de chemin de fer Lahore – Multan, par la compagnie Sind and Punjab Railway. Un nombre important d'artéfacts y ont néanmoins été trouvés à cette occasion. Alexander Cunningham y fait brièvement des fouilles en 1872-1873. Il publie la première reproduction d'un sceau en 1875 dans Report for the Year 1872-3 of the Archaeological Survey of India.
Les premières fouilles importantes sont réalisées par Rai Bahadur Daya Ram Sahni (en) en 1920. Son travail permet de faire découvrir l'existence de la civilisation de l'Indus. Une dizaine d'années plus tard, Madho Sarup Vats (en), membre du Archaeological Survey of India, reprend les fouilles, en particulier dans la zone des greniers, dont il publie les résultats en 1940. D'autres archéologues continuent les fouilles dans les années 1930. En 1946, Sir Mortimer Wheeler fouille les murs des pseudo-fortifications.
Après l'indépendance, en 1966, Mohammed Rafique Mughal (en), commandité par l'Archaeological Survey of India, fouille également Harappa. En 1986, de premières fouilles multidisciplinaires sont lancées par le projet archéologique Harappa (HARP), sous la direction de George F. Dales (en) et Jonathan Mark Kenoyer (en). La plus grande partie du site n'a toutefois toujours pas été fouillée.
En 2001, des restes archéologiques sont découverts à 36 mètres sous l'eau dans le golfe de Cambay, au large de la côte ouest de l'Inde. Des matériaux de construction, de la poterie, des sections de murs, des perles, des sculptures ainsi que des os et des dents humaines récupérés sur le site ont été datés au carbone à environ 9 500 ans.
En 2005, la construction d'un parc d'attractions a été abandonnée lorsque les ouvriers ont découvert de nombreux artéfacts dès les premières étapes des travaux. Un plaidoyer de l'archéologue pakistanais Ahmad Hasan Dani (en) au ministère de la Culture a entraîné une remise en état du site.

## Chronologie

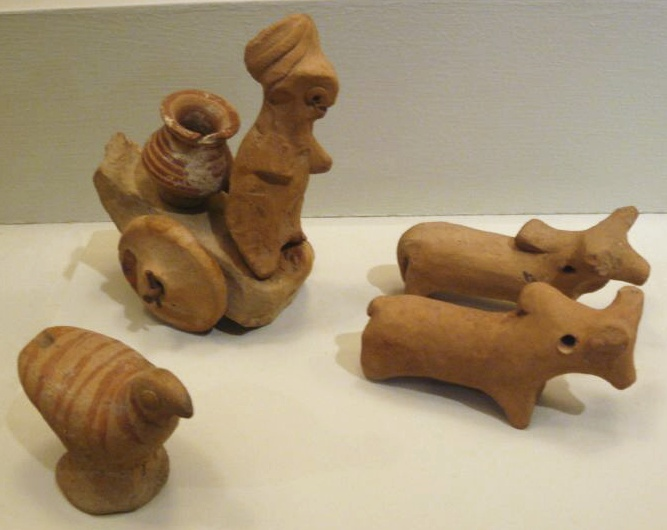
Miniatures votives ou jouets provenant de Harappa, vers -2500 Figurines en terre cuite avec polychromie.

Les fouilles du site ont permis de proposer une chronologie de l'occupation de Harappa, :
1. 3300 – 2800 : phase Ravi / Hakra
2. 2800 – 2600 : phase Kot Diji
3. 2600 – 1900 : phase Harappa
4. 1900 – 1800 : phase de transition
5. 1800 – 1300 : phase Harappa tardif

Le site a été occupé dès le Néolithique récent, à partir du XXXIIIe siècle av. J.-C.. Au XVIe siècle av. J.-C. Harappa aurait compté jusqu'à 40 000 habitants.

## Description
Le site s'étend sur plus de 150 hectares. Les quartiers populaires situés dans la ville basse sont rationalisés avec des perpendiculaires et une division par professions. Les bâtiments sont construits en briques crues ou cuites, liées par un mortier d’argile ou de plâtre.

### Les greniers de Harappâ
L'agriculture est la principale activité des peuples de l'Indus et l'une de leurs principales sources de richesse :
« Aussi importait-il que les produits agricoles de base - à savoir les céréales, orge et blé principalement - puissent être stockés dans des entrepôts (…) à l'abri des voleurs, des rongeurs et aussi des inondations fréquentes dans ces régions de plaine. L'entrepôt d'Harappä était tout près de la Ravi et il est fort probable que cette rivière ait servi de voie d'eau pour le transport des céréales. L'entrepôt comptait 12 greniers (…) construits en bois et reposant sur des blocs massifs en brique crue, à parement de brique cuite. À la base de chacun de ces blocs, un renfoncement était aménagé, où les charrettes s'arrêtaient pour décharger. À l'aide de cordes, les hommes hissaient les gerbes jusqu'au grenier de bois. Outre l'aération par les passages entre les greniers, il y avait aussi des conduits d'aération passant sous les greniers et débouchant à l'extérieur par des ouvertures triangulaires. Entre ces greniers et la citadelle d'Harappâ s'alignaient les rangées de maisons en torchis des paysans et des ouvriers, près desquelles s'étendaient les aires de broyage des grains. Lors des inondations, ces maisonnettes devaient être balayées par les flots alors que les greniers et leur réserve de grain étaient préservés et continuaient d'assurer normalement l'approvisionnement des habitants de la cité ».

## Sépultures
À l'ouest se dressait une terrasse artificielle bordée de murs de 14 m de largeur à la base, appelée la citadelle. Au sud de la citadelle, un cimetière a été découvert. Les corps sont inhumés allongés dans des jarres, les genoux repliés. Deux strates ont été identifiées, la plus récente est à approximativement 80 cm de la surface tandis que la plus ancienne, qui compte une douzaine de tombes, est à 1,8 m de profondeur. Les corps de la première strate sont enterrés suivant un axe nord-sud, avec des ornements comme des bracelets de pied en stéatite, des bagues, boucles de nez ou d'oreilles en cuivre, des colliers en nacre, plus rarement avec des artéfacts comme des miroirs en cuivre, des bâtons d'antimoine, de larges cuillères en coquillage, des petites statuettes de femmes, de bovins ou d'êtres mi-homme mi-animal. Les corps des tombes de la strate ancienne ne sont pas ornés et sont enterrés en direction du nord et du nord-est. Si plusieurs corps des tombes de cette strate sont considérés comme incomplets, dans la plus récente, seuls ceux de nourrissons le sont. Les poteries rouges peintes de motifs en noir sont très typiques. Ces méthodes d'inhumation sont typiques de la région.
À proximité se trouvent également des tombes beaucoup plus récentes, prouvant que des habitants musulmans vivaient à proximité du site.

## Écriture primitive

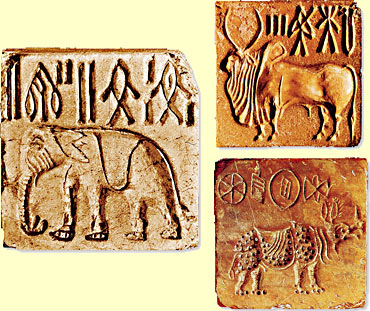
Sceaux harappéens.

De nombreux artéfacts découverts sont de petits sceaux carrés en stéatite, gravés de motifs humains ou animaux. Beaucoup portent des inscriptions pictographiques, généralement considérées comme une forme d'écriture archaïque.
Des tablettes d'argile et de pierre trouvées à Harappa portent des marques en forme de trident ou de plantes. Richard Meadow, de l'université Harvard et directeur du Harappa Archeological Research Project , suggère qu'il s'agit de premières traces d'écriture.
Cette écriture primitive serait contemporaine des premiers écrits des Sumériens de Mésopotamie, datés d'environ 3300 av. J.-C. Ces marques présentent des similitudes avec ce qui allait devenir l'écriture de l'Indus. Cette découverte indique que les plus anciennes écritures se sont développées indépendamment dans quatre lieux : Harappa, la Mésopotamie, l'Élam (Iran), et l'Égypte antique, entre 3400 et 3100 av. J.-C.
En dépit des efforts des philologues et de l'utilisation d'analyses cryptographiques, les signes ne sont toujours pas déchiffrés. La langue utilisée n'est pas identifiée, qu'elle fasse partie des langues dravidiennes, des langues indo-iraniennes, ou de tout autre famille de langues.